# لي وون كيون
لي وون كيون (مواليد 27 يونيو 1991) هو ممثل كوري جنوبي، ظهر لأول مرة في مسلسل القمر الذي يحتضن الشمس لعام 2012. لعب أول دور رئيسي له في مسلسلات مثل امراة واحدة (2021) ومسلسل يوم متفوق (2022).

## روابط خارجية
- لي وون كيون على موقع IMDb (الإنجليزية)
- لي وون كيون على موقع قاعدة بيانات الفيلم (الإنجليزية)
- لي وون كيون على موقع كينوبويسك (الروسية)